# Louis Duthoit
Pour les articles homonymes, voir Duthoit.
Louis Duthoit ne doit pas être confondu avec Louis Duthoit, l'un des Frères Duthoit.
Joseph Edmond Louis Duthoit (né le 20 mars 1868 à Amiens et décédé le 29 décembre 1931) est un architecte du XXe siècle et le fils de Edmond Duthoit lui aussi architecte, petit-fils et petit-neveu d'Aimé et Louis Duthoit, sculpteurs.

## Biographie

### Jeunesse et formation
Louis Duthoit est issu d'une famille de dessinateurs, de sculpteurs et d'architectes amiénois. Son grand-père était Aimé Duthoit dessinateur et sculpteur, restaurateur avec son frère Louis Duthoit de la cathédrale d'Amiens. Son père était l'architecte Edmond Duthoit qui dirigea la construction de la basilique d'Albert. Il est le cousin de Pierre Ansart, architecte décorateur et de Gérard Ansart.
Louis Duthoit fit de solides et brillantes études au collège amiénois La Providence, puis au collège anglais de Canterbury. Ayant obtenu le baccalauréat lettres, il embrassa la profession d’architecte et travailla aux côtés de son père qui le forma. Il participa à ses côtés à la construction de la basilique Notre-Dame de Brebières d'Albert. Mais la mort brutale d’Edmond Duthoit, à 52 ans mit fin à l’éducation sur le tas de Louis Duthoit à l'âge de 20 ans.
Tout comme son maître Viollet-le-Duc, Edmond Duthoit se défiait de l’académisme régnant de l’École nationale supérieure des beaux-arts . Pendant quelques mois, Louis Duthoit poursuivit son apprentissage à Compiègne chez Henri Bernard qui, principal collaborateur d’Edmond Duthoit, achevait la construction de la basilique d’Albert. Le prestige grandissant du diplôme d’architecte, incita Louis Duthoit à se présenter au concours d’entrée à l’École nationale supérieure des beaux-arts de Paris en 1891. Admis, il entra dans l’atelier de Constant Moyaux et obtint son diplôme d'architecte en juin 1898.

### Un architecte Art Nouveau et rationaliste
Par l’intermédiaire de son frère aîné Adrien, artiste peintre, il fréquenta divers milieux artistiques, notamment la Société de Saint-Jean pour le développement de l'art chrétien dont il devint membre. Ainsi, les « Frères Duthoit Juniors » souhaitent participer à la défense d'un idéal artistique pour « la propagation de la Foi catholique par l'art et les artistes » entre 1896 et 1903. En 1898, Louis Duthoit remporte le troisième prix pour le  concours organisé par la Société Saint Jean pour la sculpture de R. Pierre Olivaint, placée dans le jardin du parloir du collège de l'Immaculée-Conception, à Paris. En 1903, il présente les projets d'agrandissement pour l'église de Malesherbes (Loiret), lors de l'exposition annuelle de la Société Saint-Jean. Adrien et Louis Duthoit continuerons de travailler ensemble sur de nombreux projets.
En 1898, il ouvrit un cabinet d'architecte à Orléans où de vastes opérations d’urbanisme étaient en cours. Louis Duthoit construisit en 1898 et 1907 différents types de programmes architecturaux dans l'Orléanais: 
Des immeubles de rapport, rue de la République: 
- n°10, pour M. Guillemeau (1900)
- n°11, pour M. Juranville (1898): sujet de concours pour le diplôme d'architecte DPLG
- n°14, pour M. Laurent (1900)
- n°31, pour M. Pezon (1904)
- n°36, pour M. Yanka (1904)
- un projet de banque (deuxième prix)

Des hôtels et restaurants:
- Hôtel moderne, 37 rue de la République (1902)
- Hôtel Jeanne d'Arc, Place du Martroi (1900)

On retrouve dans ces immeubles orléanais une influence néogothique avec une ornementation épurée et une ouverture aux décorations végétales du Modern Style alors en vogue. Les hôtels de voyageurs ont le standing et l'allure des hôtels parisiens avec des décors du mouvement Art nouveau, progressivement intégré dans les villes de France.
Des maisons individuelles:
- n°50 rue Alsace-Lorraine, pour M. Leplat (1907)
- n°58 rue Alsace-Lorraine, pour M. E. Leplat (1907)
- n°21 rue Alsace-Lorraine, pour M. Salmon (1912)
- rue Alsace-Lorraine, pour M. Séjourné (1907)
- 48 rue de la Bretonnerie, pour Maître Berlancourt (1905)
- rue de l'Ecole Normale, pour Mme Juranville (1908)

Louis Duthoit a également construit une villa à Chécy en 1905 pour le médecin militaire Henri Debienne, médecin-chef du sanatorium pour hommes de Chécy et celui de Mardié, réservé au femmes. Le plan bipartite de cette grande maison est pensé pour accueillir les espaces d’habitations pour sa famille et le cabinet médical avec une salle d’attente, un grand bureau et une salle d’auscultation. L’architecte emploie les caractéristiques de l’architecture balnéaire néo-normande et du mouvement régionaliste avec l’usage du bois peint en façade, une toiture complexe et très découpée ainsi qu’un recouvrement en ardoise.
L'architecte travaille également en Sologne, notamment pour la construction du siège du Comité central agricole de la Sologne, construit en 1908 à Lamotte-Beuvron. Il s'agit d'un petit pavillon ouvert sur le canal de la Sauldre, dont l'allure se rapproche de l'orangerie, construit à partir des matériaux du château de Chéreau à Montrieux en Sologne (démoli en 1901). Le siège du Comité est utilisé par les membres du comité comme un lieu de rassemblement lors de réunions et des concours, mais également comme lieu de conservation de ses archives et de sa bibliothèque. Louis Duthoit aurait également travailler pour la famille Dhorboit, propriétaire du château d'Ortie à Salbris, à partir de 1906, pour construire un agrandissement du château à la suite d'un incendie survenu en 1901.
Pour cette même année, il épouse Louise Girard (1876-1964), petite fille de l’architecte parisien Simon Girard (1805-1900). Le couple s'installa ensuite à Paris. Louis Duthoit étendit son activité d’Orléans à Paris, à Pontoise et à Troyes. Il expose alors au Salon des artistes français dès 1905 et y obtient une mention honorable cette année-là puis une médaille de bronze en 1913. En 1907, le couple Bouctot-Vagniez lui passa commande pour la construction de leur hôtel particulier du centre ville d’Amiens. Cette œuvre représente la synthèse de son corpus orléanais par l'utilisation des éléments maîtrisés et appréciés pour le programme de l'hôtel particulier, mais il est avant tout considéré comme son chef-d'œuvre. Fidèle à l’enseignement de Viollet-le-Duc, il fut un architecte rationaliste à la technique rigoureuse subordonnant le décor à la structure du bâtiment, inspiré par l'héritage de la cellule familiale.

### Reconstructeur et urbaniste

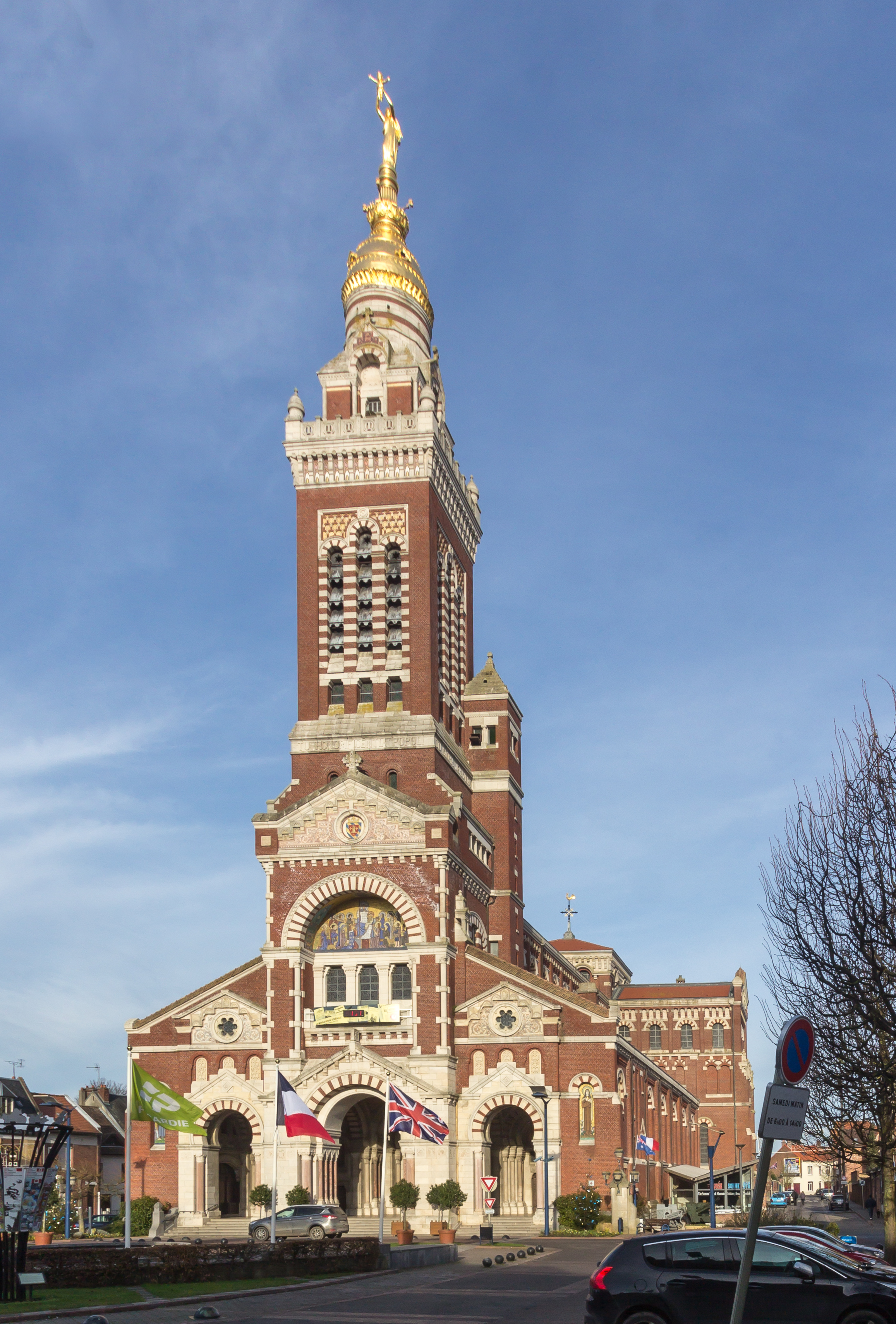
La Basilique Notre-Dame de Brebières

La Grande Guerre mit fin pour un temps à son activité d’architecte. Il devint pendant deux ans directeur d’une usine de fabrication d’obus.
En 1917, il rejoignit un groupe d’architectes qui préparait la reconstruction des régions dévastées. À partir de mars 1919 en compagnie de son cousin Pierre Ansart et de Joseph Mallet, il prépara un plan de rénovation urbaine pour la ville d’Amiens. Jugé trop onéreux par les édiles picards, ce plan fut revu à la baisse et réduit à un simple projet de redressement de voirie, de reconstruction et d’alignement d’immeubles.
Il consacra les dernières années de sa vie à la reconstruction à l’identique de la basilique Notre-Dame de Brebières d’Albert, détruite pendant la guerre. Il mourut le 29 décembre 1931  avant d’avoir terminé son œuvre.

## Œuvres
- Immeubles de rapport à Orléans (1898-1904)
- maisons particulières à Orléans
- villa
- agrandissements et constructions en Sologne
- Hôtel particulier Bouctôt Vagniez à Amiens[7] (1912)
- En 1919, la ville d'Amiens lui confia la tâche de concevoir un plan d'aménagement, d'embellissement et d'extension pour reconstituer le tissu urbain détruit par les bombardements de la Grande Guerre. Ce plan fortement modifié fut adopté en 1923[8]
- Reconstruction à l'identique de la basilique Notre-Dame de Brebières d'Albert (1927-1931)[9]
- En 1929, reconstruction de la mairie et de l'église Notre-Dame-de-l'Assomption d'Assevillers, classées au « Patrimoine du xxe siècle » par le Ministère de la Culture en 2005.
- Reconstruction de l'église Saint-Vaast de Berny-en-Santerre
- Reconstruction de l'église Notre-Dame-de-l'Assomption de Cachy
- Reconstruction du presbytère et de l'église Saint-Médard de Fresnes-Mazancourt
- Restauration de la coupole et du clocher de l'église Saint-Aignan de Grivesnes
- École des Beaux-Arts et conservatoire de Musique à Amiens[10] (1930).

## Galerie

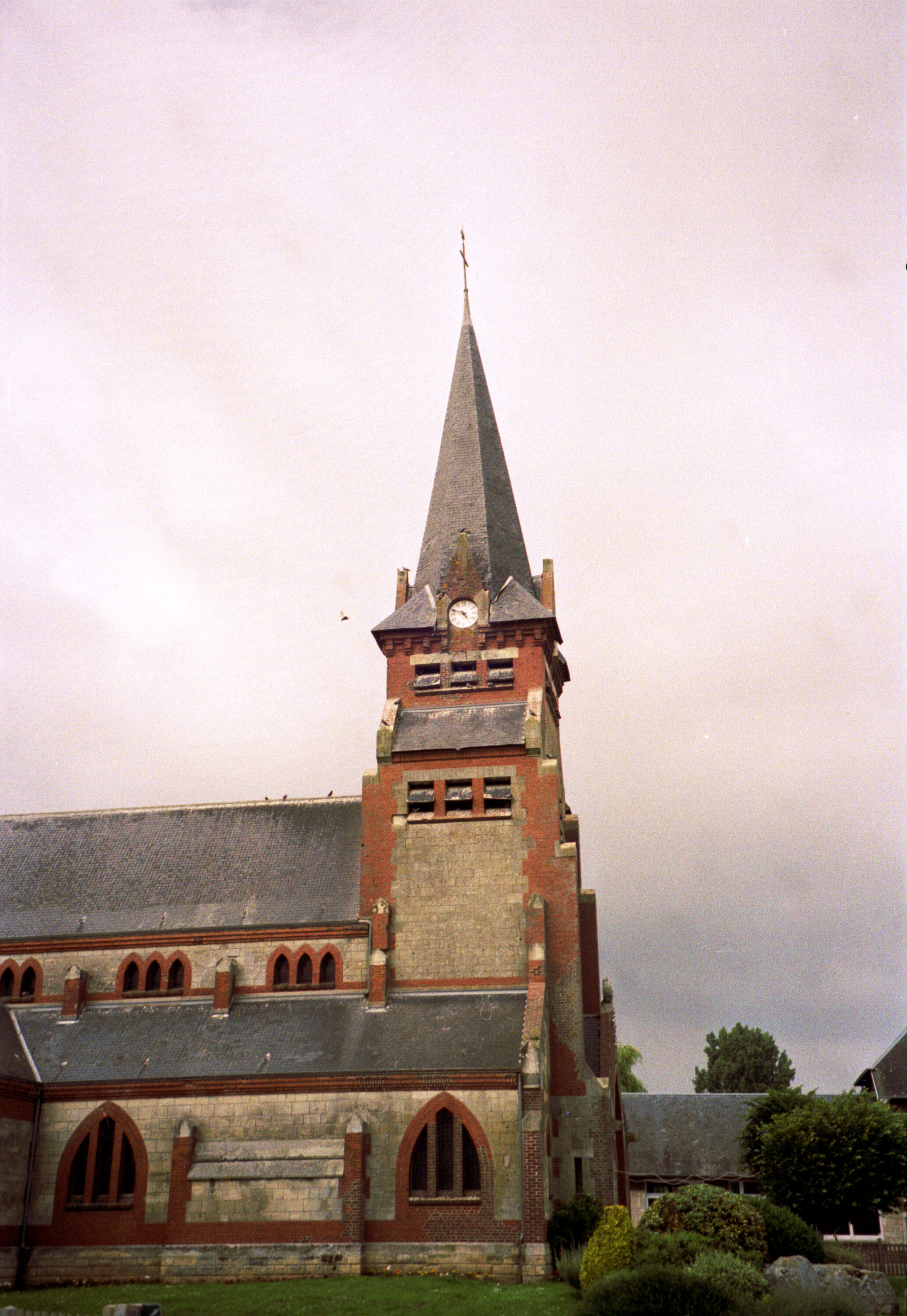
Église Notre-Dame-de-l'Assomption d'Assevillers
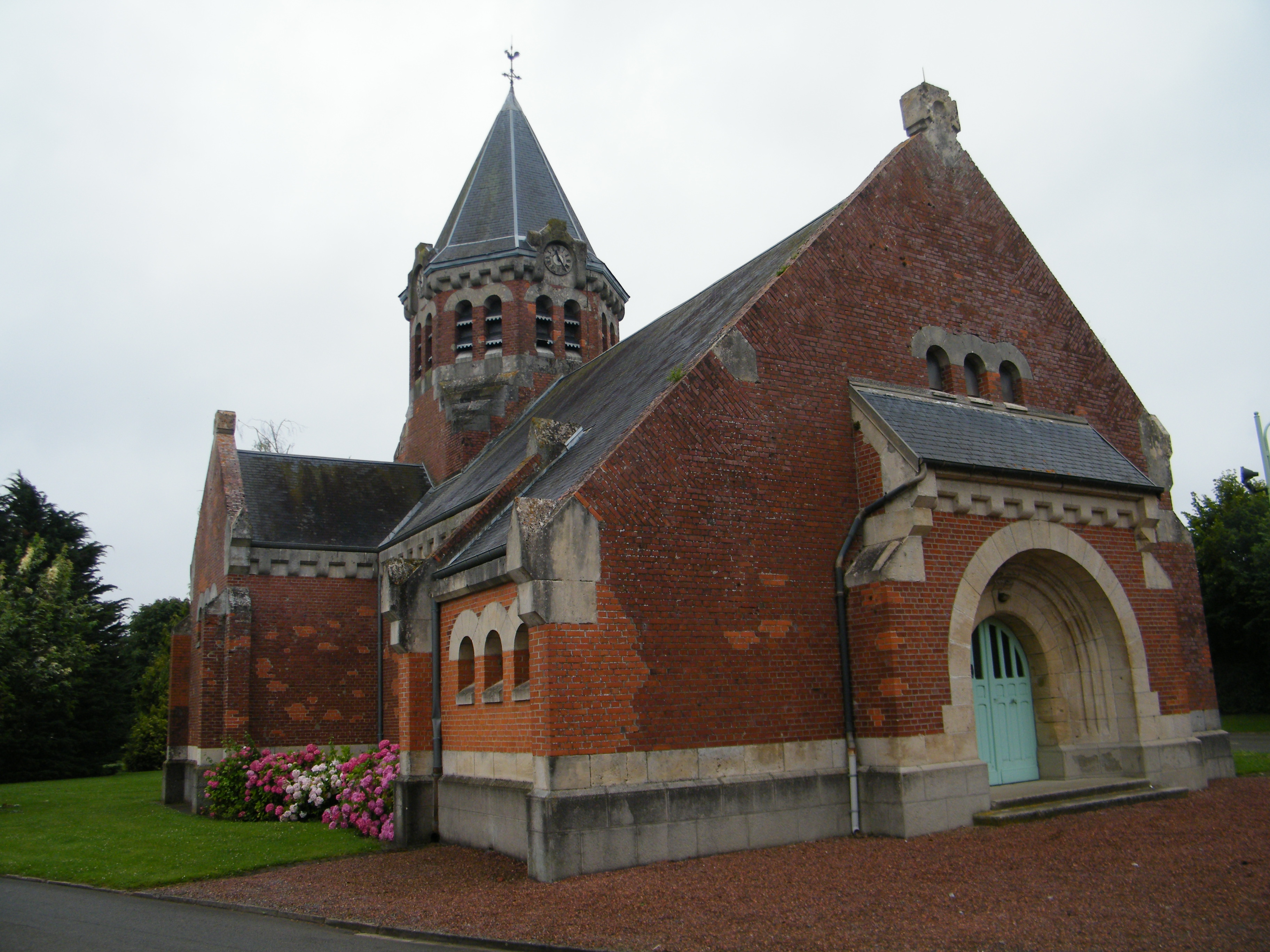
Église Saint-Vaast de Berny-en-Santerre
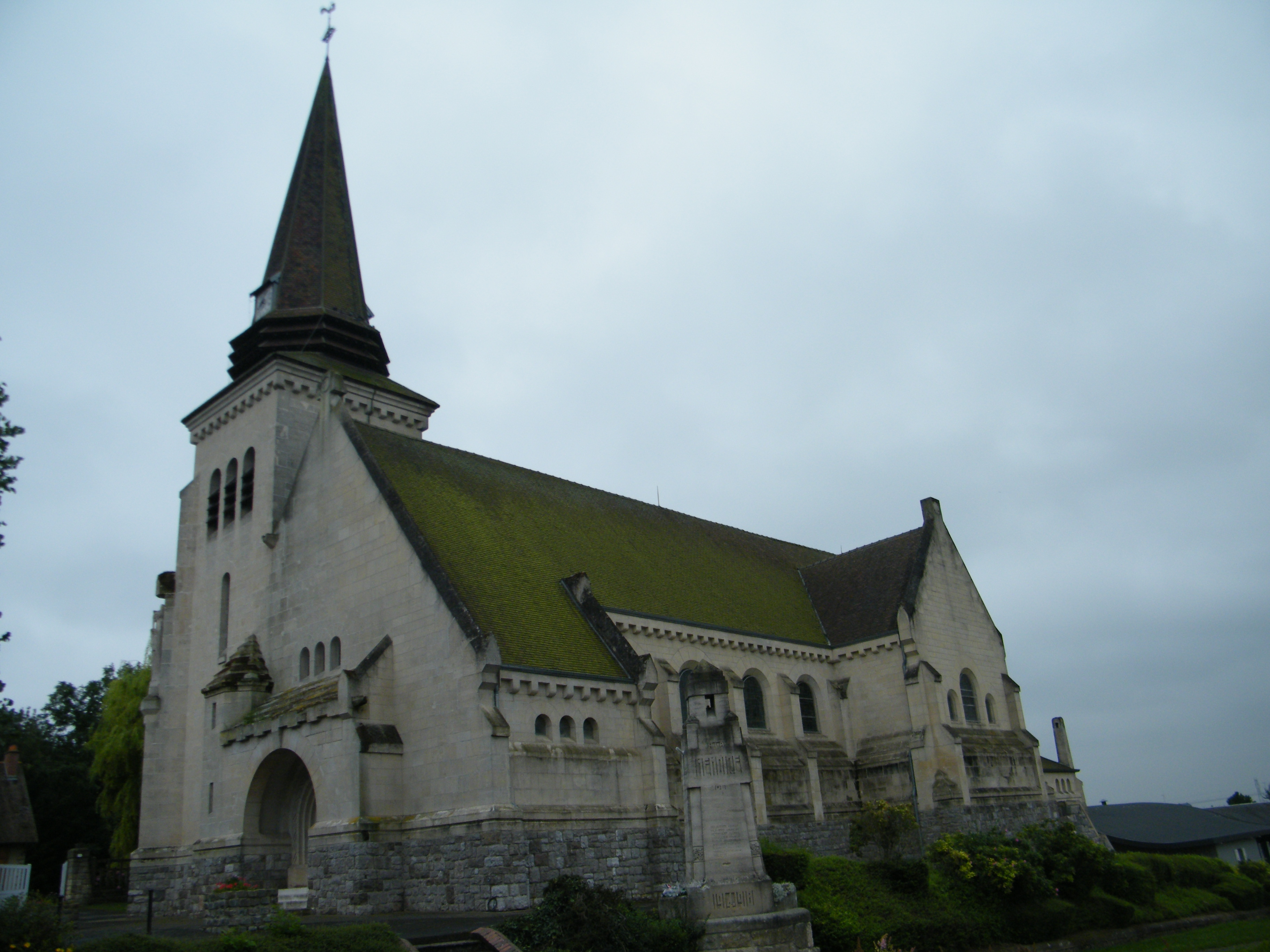
Église Saint-Médard de Fresnes-Mazancourt
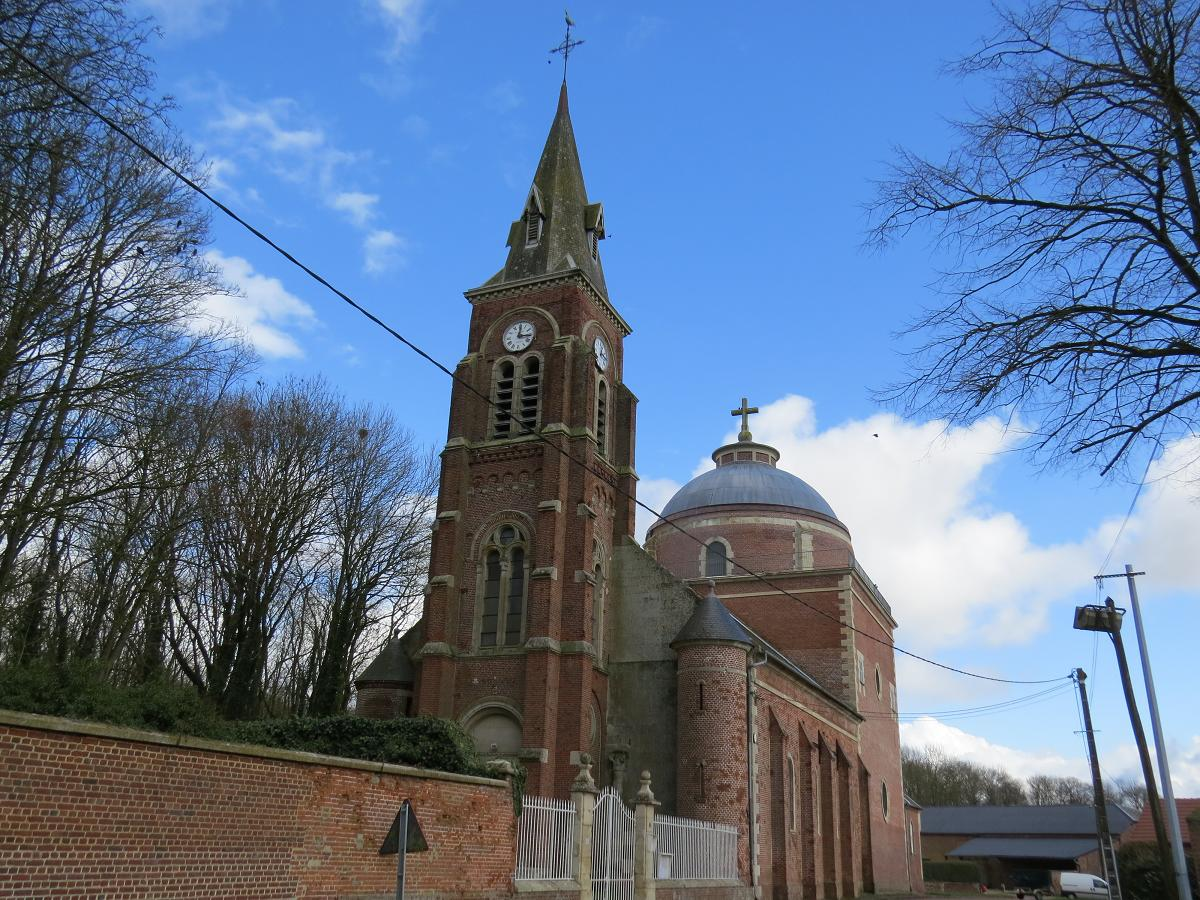
Église Saint-Aignan de Grivesnes